# 勞雷爾斯普林斯 (北卡羅萊納州)
勞雷爾斯普林斯（英語：Laurel Springs）是位於美國北卡羅萊納州亞利加尼縣的非建制地區。

## 歷史
勞雷爾斯普林斯的郵局自1839年營運至今。

## 地理
勞雷爾斯普林斯所處的海拔為高於海平面838米（即2749英呎），而該地所採用的時區為UTC-5，即北美东部时区（EST）。同時該地設有夏令時間，為UTC-5調快一小時，即UTC-4（EDT）。